# گوستل گشتنباور
گوستل گشتنباور (آلمانی: Gustl Gstettenbaur; زاده ۱ مارس ۱۹۱۴ – درگذشته ۲۰ نوامبر ۱۹۹۶) هنرپیشه اهل آلمان بود. وی بین سال‌های ۱۹۲۷ تا ۱۹۹۰ میلادی فعالیت می‌کرد.
از فیلم‌ها یا برنامه‌های تلویزیونی که وی در آن نقش داشته‌است می‌توان به جاسوسان، زن در ماه، و وین، شهر موسیقی اشاره کرد.